# Turkiets Grand Prix 2021
Turkiets Grand Prix 2021, officiellt Formula 1 Turkish Grand Prix 2021, var ett Formel 1-lopp som kördes den 10 oktober 2021 på Istanbul Park i Turkiet. Loppet var det sextonde loppet ingående i Formel 1-säsongen 2021 och kördes över 58 varv.

## Ställning i mästerskapet före loppet
| Pos. | Förare          | Poäng |
| ---- | --------------- | ----- |
| 1    | Lewis Hamilton  | 246,5 |
| 2    | Max Verstappen  | 244,5 |
| 3    | Valtteri Bottas | 151   |
| 4    | Lando Norris    | 139   |
| 5    | Sergio Pérez    | 120   |

| Pos. | Konstruktör      | Poäng |
| ---- | ---------------- | ----- |
| 1    | Mercedes         | 397,5 |
| 2    | Red Bull-Honda   | 364,5 |
| 3    | McLaren-Mercedes | 234   |
| 4    | Ferrari          | 216,5 |
| 5    | Alpine-Renault   | 103   |

- Notering: Endast de fem bästa placeringarna i vardera mästerskap finns med på listorna.

## Kvalet
| Pos.                    | Nr. | Förare             | Konstruktör               | Kvaltider | Kvaltider | Kvaltider | Start- grid |
| Pos.                    | Nr. | Förare             | Konstruktör               | Q1        | Q2        | Q3        | Start- grid |
| ----------------------- | --- | ------------------ | ------------------------- | --------- | --------- | --------- | ----------- |
| 1                       | 44  | Lewis Hamilton     | Mercedes                  | 1:24,585  | 1:23,082  | 1:22,868  | 11          |
| 2                       | 77  | Valtteri Bottas    | Mercedes                  | 1:25,047  | 1:23,579  | 1:22,998  | 1           |
| 3                       | 33  | Max Verstappen     | Red Bull-Honda            | 1:24,592  | 1:23,732  | 1:23,196  | 2           |
| 4                       | 16  | Charles Leclerc    | Ferrari                   | 1:24,869  | 1:24,015  | 1:23,265  | 3           |
| 5                       | 10  | Pierre Gasly       | Alpha Tauri-Honda         | 1:24,704  | 1:23,817  | 1:23,326  | 4           |
| 6                       | 14  | Fernando Alonso    | Alpine-Renault            | 1:25,174  | 1:23,914  | 1:23,477  | 5           |
| 7                       | 11  | Sergio Pérez       | Red Bull-Honda            | 1:24,963  | 1:23,961  | 1:23,706  | 6           |
| 8                       | 4   | Lando Norris       | McLaren-Mercedes          | 1:25,138  | 1:24,642  | 1:23,954  | 7           |
| 9                       | 18  | Lance Stroll       | Aston Martin-BWT Mercedes | 1:25,511  | 1:24,601  | 1:24,305  | 8           |
| 10                      | 22  | Yuki Tsunoda       | Alpha Tauri-Honda         | 1:25,409  | 1:24,054  | 1:24,368  | 9           |
| 11                      | 5   | Sebastian Vettel   | Aston Martin-BWT Mercedes | 1:25,787  | 1:24,795  | N/A       | 10          |
| 12                      | 31  | Esteban Ocon       | Alpine-Renault            | 1:25,422  | 1:24,842  | N/A       | 12          |
| 13                      | 63  | George Russell     | Williams-Mercedes         | 1:25,417  | 1:25,007  | N/A       | 13          |
| 14                      | 47  | Mick Schumacher    | Haas-Ferrari              | 1:25,555  | 1:25,200  | N/A       | 14          |
| 15                      | 55  | Carlos Sainz, Jr.  | Ferrari                   | 1:25,177  | Ingen tid | N/A       | 19          |
| 16                      | 3   | Daniel Ricciardo   | McLaren-Mercedes          | 1:25,881  | N/A       | N/A       | 20          |
| 17                      | 6   | Nicholas Latifi    | Williams-Mercedes         | 1:25,881  | N/A       | N/A       | 15          |
| 18                      | 99  | Antonio Giovinazzi | Alfa Romeo-Ferrari        | 1:26,430  | N/A       | N/A       | 16          |
| 19                      | 7   | Kimi Räikkönen     | Alfa Romeo-Ferrari        | 1:27,525  | N/A       | N/A       | 17          |
| 20                      | 9   | Nikita Mazepin     | Haas-Ferrari              | 1:28,449  | N/A       | N/A       | 18          |
| 107 %-gränsen: 1:30,505 |     |                    |                           |           |           |           |             |
| Källor:                 |     |                    |                           |           |           |           |             |

## Loppet
Valtteri Bottas för Mercedes vann loppet följt av de två Red Bull-förarna Max Verstappen och Sergio Pérez.
| Pos.                                                   | Nr. | Förare             | Konstruktör               | Varv | Tid/Bröt | Grid | Poäng |
| ------------------------------------------------------ | --- | ------------------ | ------------------------- | ---- | -------- | ---- | ----- |
| 1                                                      | 77  | Valtteri Bottas    | Mercedes                  | 58   |          | 1    | 261   |
| 2                                                      | 33  | Max Verstappen     | Red Bull-Honda            | 58   |          | 2    | 18    |
| 3                                                      | 11  | Sergio Pérez       | Red Bull-Honda            | 58   |          | 6    | 15    |
| 4                                                      | 16  | Charles Leclerc    | Ferrari                   | 58   |          | 3    | 12    |
| 5                                                      | 44  | Lewis Hamilton     | Mercedes                  | 58   |          | 11   | 10    |
| 6                                                      | 10  | Pierre Gasly       | Alpha Tauri-Honda         | 58   |          | 4    | 8     |
| 7                                                      | 4   | Lando Norris       | McLaren-Mercedes          | 58   |          | 7    | 6     |
| 8                                                      | 55  | Carlos Sainz, Jr.  | Ferrari                   | 58   |          | 19   | 4     |
| 9                                                      | 18  | Lance Stroll       | Aston Martin-BWT Mercedes | 58   |          | 8    | 2     |
| 10                                                     | 31  | Esteban Ocon       | Alpine-Renault            | 58   |          | 12   | 1     |
| 11                                                     | 99  | Antonio Giovinazzi | Alfa Romeo-Ferrari        | 58   |          | 16   |       |
| 12                                                     | 7   | Kimi Räikkönen     | Alfa Romeo-Ferrari        | 58   |          | 17   |       |
| 13                                                     | 3   | Daniel Ricciardo   | McLaren-Mercedes          | 58   |          | 20   |       |
| 14                                                     | 22  | Yuki Tsunoda       | Alpha Tauri-Honda         | 58   |          | 9    |       |
| 15                                                     | 63  | George Russell     | Williams-Mercedes         | 58   |          | 13   |       |
| 16                                                     | 14  | Fernando Alonso    | Alpine-Renault            | 57   | +1 varv  | 5    |       |
| 17                                                     | 6   | Nicholas Latifi    | Williams-Mercedes         | 57   | +1 varv  | 15   |       |
| 18                                                     | 5   | Sebastian Vettel   | Aston Martin-BWT Mercedes | 57   | +1 varv  | 10   |       |
| 19                                                     | 47  | Mick Schumacher    | Haas-Ferrari              | 57   | +1 varv  | 14   |       |
| 20                                                     | 9   | Nikita Mazepin     | Haas-Ferrari              | 57   | +1 varv  | 18   |       |
| Snabbaste varvet: Valtteri Bottas, Mercedes, (varv 56) |     |                    |                           |      |          |      |       |
| Källor:                                                |     |                    |                           |      |          |      |       |

Noter
- ^1  – Inkluderar en extra poäng för snabbaste varv.

## Ställning i mästerskapet efter loppet
| Pos.  | Förare          | Poäng |
| ----- | --------------- | ----- |
| 1 ▲ 1 | Max Verstappen  | 262,5 |
| 2 ▼ 1 | Lewis Hamilton  | 256,5 |
| 3 ▬   | Valtteri Bottas | 177   |
| 4 ▬   | Lando Norris    | 145   |
| 5 ▬   | Sergio Pérez    | 135   |

| Pos. | Konstruktör      | Poäng |
| ---- | ---------------- | ----- |
| 1 ▬  | Mercedes         | 433,5 |
| 2 ▬  | Red Bull-Honda   | 397,5 |
| 3 ▬  | McLaren-Mercedes | 240   |
| 4 ▬  | Ferrari          | 232,5 |
| 5 ▬  | Alpine-Renault   | 104   |

- Notering: Endast de fem bästa placeringarna i vardera mästerskap finns med på listorna.